# Avenue Édouard Keilig
L'avenue Édouard Keilig est une rue bruxelloise de la commune de Woluwe-Saint-Pierre qui parcourt le parc de Woluwe.
Sa longueur est d'environ 550 mètres.

## Origine du nom
L'avenue porte le nom de l'architecte paysagiste d'origine allemande Édouard Keilig (1827-1895). Il a conçu le bois de la Cambre et le parc de Laeken ainsi que les berges des étangs d'Ixelles.